# Tanden
Tanden (Japanska 丹田; Kinesiska Dāntián 丹田; Koreanska  DanJeon 단전) syftar på tyngdpunkten, som är belägen i magtrakten tre fingerbredder nedanför och två bakom naveln. Uttrycket betyder ordagrant "cinoberrött fält" och översätts ungefär till "elixirfält", ansett väsentligt för intern alkemi. Området kan motsvara vediska Kundalinis och Yogasystems Svadhisthana eller Manipur Chakra. Det är även en viktig fokuspunkt inom qigong och andra andningstekniker.
Termen förekommer också flitigt inom japansk meditation och stridskonstteori. Den används ofta utbytbar med det japanska ordet hara (肚; kinesiska dù), som helt enkelt avser "magen". I kinesisk och japansk tradition anses magen vara den andliga energins (qi) säte. Mästare i kalligrafi, svärdskonst, japansk teceremoni, stridskont eller liknande sägs "handla från magen". Zeninstruktörer lär ofta sina elever att fokusera sitt sinne i sin mage som förankring för att underlätta styrning av sina tankar och känslor. Att agera från hara relateras till samadhi.